# Parco Papa Giovanni Paolo II (Piacenza)
Il parco Papa Giovanni Paolo II, testimone di pace, comunemente conosciuto come parco della Galleana, è il principale parco cittadino di Piacenza. Il parco è situato nella periferia sud-ovest della città, nel quartiere omonimo.

## Storia
L’area in cui sorge il parco fu utilizzata, già a partire dal Settecento, ai fini militari: le mappe dell'epoca riportano nella zona, indicata come Galiana o Galleana una presidio militare posizionato esternamente rispetto alla cinta muraria cittadina. Nell'ambito della guerra di successione austriaca, nel giugno 1746, l'area fu teatro di combattimenti tra le forze austro-piemontesi e l'esercito franco-spagnolo, che, costretto alla resa, dovette in seguito cedere diversi possedimenti precedentemente conquistati nell'Italia settentrionale.
Nel secolo successivo la struttura fu potenziata dagli austriaci fino a diventare un vero e proprio forte dotato di mura con feritoie e baluardi e raggiungibile tramite due canali, il Rivo comune e il Colatore rifiuto, originati da delle derivazioni operate sul corso del fiume Trebbia. All'epoca il complesso si componeva di una serie di costruzioni, la maggioranza delle quali sotterranee, messe tra loro in comunicazione da una alcuni percorsi interrati.
In seguito, nei primi anni del Novecento, l'area fu dedicata alla realizzazione di proiettili e allo stoccaggio di munizioni. Nella seconda guerra mondiale la zona fu oggetto di un incendio e di una serie di esplosioni. Dopo il termine del conflitto l'area venne poi gradualmente abbandonata.
A partire dal 1977, il comune di Piacenza iniziò una trattativa con gli enti militari, proprietari della zona, per la sua trasformazione a parco: nel 1980, a negoziati ancora in corso, l'area fu vincolata, a seguito dell'approvazione di una variante generale, ad essere destinata a parco pubblico. La superficie su cui sarebbe sorto il parco fu successivamente concessa al comune che in cambio affittò una serie di alloggi al personale della difesa; la zona venne bonificata ad opera dell'esercito, dotata di recinzioni a spese del comune ed il nuovo parco cittadino fu infine inaugurato il 23 settembre 1984.
Nel 1997 l'area del parco fu acquistata dall'ente comunale che nel 2006 procedette alla sua intitolazione a papa Giovanni Paolo II, testimone di pace. Negli anni successivi l'ente pubblico promosse l'introduzione di piante arbustive e di un giardino delle farfalle.

## Descrizione
Il parco si estende per un totale di 150000 m², due terzi dei quali occupati da prato.
Nel parco i predominanti spazi adibiti a prato sono alternati con macchie di alberi e arbusti spontanei all'interno delle quali spiccano alcune querce situate prevalentemente nelle vicinanze dei canali e delle parti in muratura superstiti del forte che un tempo si trovava nell'area. Le aree con la maggiore presenza di alberi e arbusti sono il perimetro del parco, che è caratterizzato da una piccola fascia verde con essenze spontanee, e la zona sud, caratterizzata da un aspetto naturale, che presenta arbusti in evoluzione in alternanza con fasce boscate e radure.
Entrando nel parco dal lato settentrionale è presente lungo la strada sterrata che delimita la porzione più settentrionale, un filare di farnie e ciliegi. Nei pressi dell'ingresso si trovano due bagolari isolati. Un ulteriore carrareccia procede dall'entrata verso i prati, dove è presente un parco giochi per bambini e un edificio di un centro sociale, nei pressi del quale si trovano maraschi, rusticani e gelsi.
La zona ovest del parco presenta piccole porzioni di un giovane bosco, cresciuto in mezzo ai ruderi di alcune vecchie strutture militari, composto da essenze miste oltreché una serie di essenze arbustive come prugnolo, biancospino, rosa selvatica e rovo ai quali si aggiungono occasionali esemplari di olmo campestre, bagolaro, rusticano, gelso e noce.
Spostandosi verso sud sono presenti, immersi in una fitta vegetazione spontanea, i corsi dei due canali che lambivano l'edificio militare, rimasti sostanzialmente in secca a seguito della realizzazione del canale Diversivo ovest, che scorre immediatamente all'esterno dell'area del parco. Superati i due letti, in direzione di via Manfredi sono presenti i resti di un edificio, conosciuto come la casa del generale, circondato da piante da frutto come rusticano, pero e ciliegio, la cui presenza deriva da un originario frutteto.
Nella porzione più meridionale si trovano aree fittamente boscate con robinie, aceri di monte, olmi campestri, farnie, carpini bianchi, bagolari, sambuchi, biancospini, sanguinelli e rovi, dalle quali spuntano i resti di alcuni bastioni, mentre nel sottobosco sono presenti edere e viola. A queste aree si alternano radure popolate da lepri e fagiani.